# Westford (Town, Richland County)
Die Town of Westford ist eine von 16 Towns im Richland County im US-amerikanischen Bundesstaat Wisconsin. Im Jahr 2010 gab es 530 Einwohner.

## Geografie
Die Town of Westford liegt im Südwesten Wisconsins. Der am Mississippi gelegene Schnittpunkt der drei Bundesstaaten Wisconsin, Iowa und Minnesota befindet sich rund 105 km westlich. Nach Illinois sind es rund 150 km in südlicher Richtung.
Die geografischen Koordinaten des Zentrums der Town of Westford sind 43°30′15″ nördlicher Breite und 90°14′50″ westlicher Länge. Sie erstreckt sich über eine Fläche von 90,5 km². 
Die Town of Westford liegt im äußersten Nordosten des Richland County und grenzt an folgende Nachbartowns:
| Town of Greenwood (Vernon County) | Town of Woodland (Sauk County)              | Town of La Valle (Sauk County)                     |
| Town of Henrietta                 | Kompassrose, die auf Nachbargemeinden zeigt | Village of Cazenovia Town of Ironton (Sauk County) |
| Town of Rockbridge                | Town of Willow                              | Town of Washington (Sauk County)                   |

## Verkehr
Der Wisconsin State Highway 58 verläuft in Nord-Süd-Richtung durch den Osten Town of Westford. Daneben verlaufen noch die County Highways I, II und CC durch das Gebiet der Town of Westford. Alle weiteren Straßen sind untergeordnete Landstraßen sowie teils unbefestigte Fahrwege.
Mit dem Richland Airport befindet sich rund 30 km südlich der Town ein kleiner Flugplatz. Die nächsten Verkehrsflughäfen sind der Dubuque Regional Airport in Iowa (rund 150 km südsüdwestlich), der La Crosse Regional Airport (rund 130 km westnordwestlich) und der Dane County Regional Airport in Wisconsins Hauptstadt Madison (rund 110 km ostsüdöstlich).

## Bevölkerung
Nach der Volkszählung im Jahr 2010 lebten in der Town of Westford 530 Menschen in 193 Haushalten. Die Bevölkerungsdichte betrug 5,9 Einwohner pro Quadratkilometer. In den 193 Haushalten lebten statistisch je 2,72 Personen. 
Ethnisch betrachtet setzte sich die Bevölkerung zusammen aus 95,5 Prozent Weißen sowie 3,4 Prozent Asiaten; 1,1 Prozent stammten von zwei oder mehr Ethnien ab. Unabhängig von der ethnischen Zugehörigkeit waren 0,6 Prozent der Bevölkerung spanischer oder lateinamerikanischer Abstammung. 
23,8 Prozent der Bevölkerung waren unter 18 Jahre alt, 60,9 Prozent waren zwischen 18 und 64 und 15,3 Prozent waren 65 Jahre oder älter. 46,8 Prozent der Bevölkerung war weiblich.
Das mittlere jährliche Einkommen eines Haushalts lag 2012 bei 42.639 USD. Das Pro-Kopf-Einkommen betrug 21.663 USD. 6,0 Prozent der Einwohner lebten unterhalb der Armutsgrenze.

## Ortschaften in der Town of Westford
Neben Streubesiedlung existieren in der Town of Westford noch folgende gemeindefreie Siedlungen:
- Bunker Hill
- Germantown